# منصور بن يزيد
منصور بن يزيد بن منصور بن عبد الله بن شهر بن يزيد الزنجاني الحميري الرعيني قائد عباسي. هو ابن يزيد بن منصور، خال الخليفة العباسي الثالث المهدي. في عام 162 هـ/ 779م تولى لمدة شهرين ولاية مصر. وبين عامي 781/2 و783 كان واليًا على اليمن، وفي عام 796 شغل منصب والي خراسان لفترة وجيزة.

## ولايته على مصر
ولاه المهدي إمرة مصر بعد عزل واضح المنصوري عنها في سنة 162 هـ على الصلاة، فقدم مصر يوم الثلاثاء 11 رمضان سنة 162 هـ/779م، وسكن المعسكر على عادة أمراء مصر، وجعل على شرطته هاشم بن عبد الله بن عبد الرحمن بن معاوية بن حديج مدة يسيرة، ثم عزله وولى عبد الأعلى بن سعيد الجيشاني، ثم عزله أيضًا، وولى عبد الأعلى بن سعيد الجيشاني، ثم عزله أيضًا، وولى عسامة بن عمرو، وكل ذلك في مدة يسيرة، وعُزل عنها في 15 ذي القعدة من سنة 162 هـ بيحيى بن داود فكانت مدة ولاية منصور بن يزيد على مصر شهرين وثلاثة أيام.